# Abril d'Urgell
Abril d'Urgell o Abril Peláez (segle xiii) fou un bisbe d'Urgell, probablement gallec o d'origen gallec, de Sant Jaume de Compostel·la.
Va ser mestre de teologia i ardiaca a Salamanca. A Urgell va intentar eliminar les doctrines càtares o albigeses que s'havien introduït amb força. Junt amb l'inquisidor Pere de Cadireta va condemnar la memòria d'Arnau I de Castellbò, darrer vescomte català de Castellbò, mort el 1226, tot i que el vescomte s'havia reconciliat amb l'església; s'especula que la condemna fou motivada per la insubordinació del comte de Foix i vescomte de Castellbò, que era feudatari del bisbe per les Valls d'Andorra.